# Kosi (Ramganga)
Der Kosi ist ein etwa 230 km langer linker Nebenfluss der Ramganga in Indien. 
Sein Quellgebiet liegt in der Someshwar-Kette im Vorderen Himalaya im Norden des Distrikts Almora in Uttarakhand. Der Kosi fließt anfangs in überwiegend südlicher Richtung durch das Bergland. Nahe Almora wendet sich der Kosi nach Westen und durchfließt im Anschluss den Norden des Distrikts Nainital. Schließlich durchbricht der Fluss die Siwalikketten und erreicht bei Ramnagar die Gangesebene. Der Kosi fließt nun durch den Bundesstaat Uttar Pradesh in südlicher Richtung. Dabei fließt er westlich an der Großstadt Ramnagar vorbei. Schließlich mündet der Kosi in die Ramganga, einen linken Nebenfluss des Ganges.